# Амфиполска епархия (Римокатолическа църква)
Вижте пояснителната страница за други значения на Амфиполска епархия.
Амфиполската епархия (на латински: Dioecesis Amphipolitanus) е титулярна епископия на Римокатолическата църква с номинално седалище в македонския град Амфиполис (Амфиполи), Гърция. Епархията е подчинена на Филипийската архиепископия.
Титулярни епископи
| Име                    | Име                   | Управление                     | Забележка                  | Години                        |
| ---------------------- | --------------------- | ------------------------------ | -------------------------- | ----------------------------- |
| Едуард Винсент Дарджин | Edward Vincent Dargin | 25 август 1953 – 20 април 1981 | викарен епископ на Ню Йорк | 25 април 1898 – 20 април 1981 |